# Шагол (аеродром)
Шагол — військовий аеродром в поблизу міста Челябінськ у РФ. На аеродромі базується 108-й тренувальний авіаполк Челябінського авіаційного училища та 2-й змішаний авіаполк 21-ої змішаної авіадивізії ПКС ЗС РФ.

## Історія
1935 року була створена школа льотчиків-спостерігачів у місті Челябінську, вона отримала назву 15-та військова школа льотчиків-спостерігачів. З 1 жовтня 1936 року розпочалися планові заняття, і ця дата стала днем народження льотного училища. Училище кілька разів реформувалось і зараз називається Челябінське вище військове авіаційне училище штурманів (ЧВВАУШ). 604-й навчальний авіаційний полк училища базувався на аеродромі Шагол.
З 1938 по 1953 роки, до створення аеропорту Челябінськ (Баландіно), аеродром Шагол використовувався також як цивільний аеропорт міста Челябінськ.
Починаючи з 2018 на аеродром Шагол почали прибувати нові багатоцільові винищувачі-бомбардувальники Су-34
Бомбардувальники з 2-го змішаного авіаполку брали участь у інтервенції Росії в Сирію. В пресі неоднократно лунали звинувачення у військових злочинах і публікувались списки пілотів, які свідомо бомбили цивільні об'єкти в Сирії..

### Російсько-українська війна
5 березня 2022 над територією України було збито російський літак Су-34, який виконував бомбардування житлових кварталів міста Чернігів. Екіпаж встиг катапультуватися. Штурман ворожого літака загинув, а пілот — майор Красноярцев, був взятий в полон. Красноярцев — льотчик 1-го класу, начальник повітряної, вогневої та тактичної підготовки 2-го змішаного авіаполку, який базувався на аеродромі «Шагол»
.
Кількома днями пізніше Головне управління розвідки Міністерства оборони України оприлюднило детальний список військових злочинців 2-го змішаного авіаполку, які беруть участь у вбивствах мирних громадян України та здійсненні ракетно-бомбових ударів по українських містах.

## Катастрофи та інциденти
- 13 лютого 2012 року бомбардувальник Су-24М, що вилетів з аеродрому Шагол, впав і розбився в безлюдній місцевості. Пілоти успішно катапультувались[8]